# Nickelback
Nickelback es una banda canadiense de rock formada en 1995 en Hanna (Alberta). Está integrada por el guitarrista y vocalista principal Chad Kroeger, el guitarrista, tecladista y corista Ryan Peake, el bajista Mike Kroeger y el batería Daniel Adair. Nickelback pasó por varios cambios de baterista entre 1995 y 2005, pasando a engrosar su actual formación cuando Adair reemplazó a Ryan Vikedal.
La banda actualmente está establecida en Vancouver, Columbia Británica, en Canadá. El nombre de la banda proviene de la palabra nickel (moneda) que Mike Kroeger utilizaba frecuentemente para devolver el cambio cuando trabajaba en la cafetería Starbucks («Here's your nickel back», o «Aquí está su moneda de vuelta» o «Aquí tiene el cambio»).
La banda tiene contrato actualmente con EMI para Canadá y con Roadrunner Records para el resto del mundo. En julio de 2008, la banda firmó con Live Nation, para que gestionara la comercialización, giras, merchandising y grabación de discos para los siguientes tres álbumes, teniendo opción para un cuarto.

## Historia

### Primeros años: 1995-2000
El primer lanzamiento de Nickelback fue un EP de siete canciones llamado Hesher, en 1996 (hoy en día es una joya para coleccionistas). En ese mismo año, Nickelback grabó su primer álbum llamado Curb. «Fly» fue lanzado tanto en Hesher como en Curb, y fue el primer sencillo promocionado por Nickelback. Desafortunadamente no llegó a ascender en las carteleras y tan solo llegó a sonar en estaciones de radio locales.
El siguiente álbum, The State, se grabó en 1997 y fue lanzado como producción independiente ese mismo año. Nickelback firmó entonces un contrato con EMI y Roadrunner Records. The State fue relanzado en el 2000 bajo los sellos disqueros; certificando disco de oro en Canadá y en los Estados Unidos. Fue certificado disco de platino en el 2008.

### Éxito comercial: 2001-2008
En el 2001, Nickelback lanzó el álbum Silver Side Up, que los catapultó a la popularidad. El sencillo «How You Remind Me» fue un éxito total, alcanzando el #1 en las carteleras norteamericana y canadiense simultáneamente. En Estados Unidos, fue el sencillo #1 en las carteleras de mainstream y rock moderno, así como también en la cartelera pop. También alcanzó el #2 en el Top 40 Adulto. «How You Remind Me» fue el sencillo #1 del año 2002 en la cartelera Billboard Hot 100. El siguiente sencillo fue «Too Bad», que también alcanzó el #1 en la cartelera de mainstream rock, y tuvo cierto éxito en la cartelera pop. El último sencillo del álbum fue «Never Again», que fue otro #1.
En el 2002, Chad Kroeger colaboró con Josey Scott y Gaige Corvo, que tocó la guitarra principal en la canción de la banda sonora de la película Spider-Man, llamada «Hero». También participaron Tyler Connolly, Mike Kroeger, Matt Cameron y Jeremy Taggart.
En el 2003, Nickelback lanzó su cuarto álbum, The Long Road. El sencillo principal fue «Someday». La banda también lanzó «Feelin' Way Too Damn Good» como sencillo, que alcanzó el #3 en la cartelera de rock mainstream. «Figured You Out» fue el tercer sencillo, y alcanzó los primeros lugares de las carteleras rock mainstream por 13 semanas consecutivas. Cabe destacar que hubo una cierta polémica con el tema «Throw Yourself Away», debido a que posee una estructura introductoria muy similar a "The Unnamed Feeling" de Metallica -además de haber salido más de dos meses después de dicha canción-. Por estas mismas razones, se llegó a especular que Nickelback había plagiado en cierta forma la canción de la banda de  Thrash Metal.
El quinto álbum de estudio de la banda, All The Right Reasons, produjo cinco sencillos que llegaron a los U.S. Hot 100: «Photograph», «Savin' Me», «Far Away», «If Everyone Cared» y «Rockstar». Tres de estas cinco fueron sencillos que llegaron a estar dentro de las primeras diez posiciones. Para el 13 de junio de 2009, All The Right Reasons ha vendido 7.163.130 copias solo en los Estados Unidos.
Nickelback fue telonero de Bon Jovi en la gira europea del Have a Nice Day Tour 2006, en el que a su vez la banda estaba promocionando All The Right Reasons.
En el 2007, el guitarrista y líder de la banda Chad Kroeger, hizo una colaboración para el también guitarrista Carlos Santana en su más reciente álbum The Ultimate Santana en la canción 'Into the Night' que fue escogida una de las mejores de aquel año.

### Estrellato internacional: 2008-presente
El 4 de septiembre de 2008, Roadrunner Records anunció que el primer sencillo del próximo álbum iba a ser 'If Today Was Your Last Day', el cual iba a ser lanzado el 30 de septiembre de 2008. Sin embargo, la canción se omitió como primer sencillo y se colocó 'Gotta Be Somebody' en su lugar. El nuevo álbum, llamado Dark Horse, fue lanzado el 18 de noviembre de 2008, y fue producido por Robert "Mutt" Lange.
'Something In Your Mouth' fue lanzado como segundo sencillo solo para las radios en Canadá el 15 de diciembre, donde alcanzó el #1. 'If Today Was Your Last Day' fue el segundo sencillo lanzado en Estados Unidos (tercero en Canadá), el 31 de marzo de 2008. Se tiene previsto que los siguientes sencillos sean 'I'd Come For You' y 'Burn It To The Ground', que es el nuevo tema de entrada del programa de WWE Monday Night Raw (a partir del 16/11/2009).
En septiembre de 2010, Chad Kroeger anunció en una entrevista con Billboard que se comenzarían a trabajar en un nuevo álbum de la banda a partir de febrero de 2011. Además mencionó que tenían ya unos cuatro temas en mente. Adair dijo también que posiblemente el nuevo álbum tendría un estilo cercano al álbum All The Right Reasons, "será un estilo más orgánico".
El 27 de septiembre de 2011, lanzaron a la venta en iTunes los dos primeros sencillos de "Here and Now" llamados "When we stand together" y "Bottoms up". Destacan la censura por parte de la Warner Music Group de todos los vídeos de la plataforma YouTube en los que se publicaba alguna de las dos canciones en el audio de los mismos, de forma que solo se pudieron escuchar antes de la fecha en la página web oficial y posteriormente en iTunes y otras plataformas similares de propagación musical.
El 21 de noviembre de 2011 salió a la venta el álbum con bastante expectación en los medios estadounidenses de comunicación. Here and Now posteriormente consiguió debutar en la 2.ª posición del ranking Billboard 200, dejando grabada de forma oficial la expectación levantada. Se estima que en la primera semana vendieron entre 225000 y 250000 discos según fuentes de la Billboard.

## Estilo
El estilo de Nickelback viene definido por su sonido de rock moderno en directo con tintes grunge. Algunos críticos afirman que hay pequeñas influencias de heavy metal y del country en su música [cita requerida]. Se les suele identificar como banda de hard rock siempre matizando con toques melancólicos.
Algunas páginas webs los han calificado como rock, con elementos tanto de grunge, thrash metal (debido a la influencia de Metallica) y hard rock (en alguna canción, como Something in Your Mouth, incluso hacen uso del rapeo), por lo que se hace difícil definir al grupo de una forma concreta. Su autoproclamación como músicos pesados llevó a grandes controversias entre reconocidos periodistas y blogueros alrededor del mundo.

## Miembros

### Formación actual
- Chad Kroeger - Guitarra, Voz.
- Mike Kroeger - Bajo, coros.
- Ryan Peake - Guitarra, segunda voz/coros.
- Daniel Adair - Batería, coros.

### Exmiembros
- Brandon Kroeger - Batería (1996-1998)
- Ryan Vikedal - Batería (1998-2004)

## Discografía
Álbumes de estudio
- Curb (1996)
- The State (1999)
- Silver Side Up (2001)
- The Long Road (2003)
- All The Right Reasons (2005)
- Dark Horse (2008)
- Here and Now (2011)
- No Fixed address (2014)
- Feed the Machine (2017)
- Get Rollin' (2022)

Álbumes recopilatorios
- The Best Of Nickelback - Volume 1 (2013)

## Premios y reconocimientos
- Mejor grupo novel 2001
- Grupo favorito de Pop, banda de rock y dúo
- Grupo del año
- Hot 100 Artist Duo/Group of the Year
- Mejor álbum de rock con el "Silver Side Up"
- How You Remind Me mejor sencillo
- Hero Songwriter of the Year, por 4 años consecutivos en Estados Unidos
- Grupo del año 2002
- Juno Fan Choice Award
- "Too Bad" mejor video y mejor video rock 2003
- "All the Right Reasons Rock" álbum del año, álbum de pop/rock favorito y mejor álbum rock del 2006
- Grupo del año 2006
- "Photograph" mejor video rock del 2006
- "Far Away" premio de música del 2007